# 마카필리
마카필리(Makapili)는 마카바양 카티푸난 응 므가 필리피노(Makabayang Katipunan ng mga Pilipino, ‘필리핀 애국자 연합’이라는 의미)를 줄인 말로 태평양 전쟁 당시 필리핀에서 일본을 군사적 지원하던 필리핀인들의 조직이다. 일본 측의 정식 호칭은 ‘필리핀섬 애국 동지회’(比島愛国同志会)이다.

## 개요
1944년 12월 일본의 괴뢰정권인 필리핀 제2공화국(호세 라우렐 정권) 통치 하의 필리핀에서 발족했다. 그 간부는 미국-필리핀 전쟁에서 필리핀군을 지휘한 아르테미오 리카르테와 독립운동가였던 베니그노 라모스 등이었다. 이전 가나프(Ganap Party) 당원 등의 친일파 민병대(필리핀 가드)를 모아 총 5000명의 병력으로 주로 미국 극동 육군에서 노획한 각종 총기류로 무장하고 있었다. 필리핀 제2공화국의 소수 대통령 친위대를 제외하고 군대를 가지지 않았기 때문에 마카필리가 일본군에 협력하는 현지 무장 조직의 핵심이었다. 필리핀 전역 (1944년~1945년)에 참가했다.
1945년 전쟁이 끝난 후 이 단체는 해체되었고, 제도에서 일본인들의 잔악행위와 관련되었다는 이유로 바난을 받았으며, 각 개인들은 결국 반역 행위로 재판에 회부되었다.
1951년 동일한 이름의 영화가 후스티나 다비드 주연으로 만들어졌다.